# Płużnica (přírodní rezervace)
Přírodní rezervace Płużnica je lesní přírodní rezervace nacházející se na území gminy Strzelce Opolskie (okres Strzelce, Opolské vojvodství) v Polsku. Rezervace byla založena nařízením polského ministerstva lesnictví a dřevařského průmyslu ze dne 30. dubna 1957 (M.P. 1957 r. Nr 41 poz. 268). Rozkládá se na ploše 3,17 ha v nadlesnictví Rudziniec. Cílem je zachování části přírodního smíšeného lesa pro naučné a edukační cíle.
Dominantní část tvoří buky, borovice a smrk. Společenství dotváří dub letní, habr obecný a bříza bělokorá a v lesním podrostu hasivka orličí, violka lesní a brusnice borůvka.
Z potvrzených 25 druhů ptáků to je např. datel černý a holub doupňák.